# Román Gómez Masía
Román Julio Gómez Masia fue un dramaturgo, abogado y guionista de cine que nació en Rosario, Santa Fe, Argentina el 13 de agosto de 1903 y falleció en este país el 6 de septiembre de 1944. A veces aparece con el nombre "Ramón" y su apellido a veces está escrito como “Macía”. Hijo de inmigrantes españoles, Pedro Gómez Corona y María del Rosario Masiá Ibáñez.
Estudió en el Colegio Nacional Buenos Aires y en la Facultad de Derecho de la Universidad de Buenos Aires donde se graduó de abogado, profesión que ejerció activamente. De su experiencia en esta actividad extrajo material para su libro de cuentos La trastienda de Themis.

## Filmografía
Guionista
- Yo quiero vivir contigo (1960)
- Besos perdidos (1945)
- Cuando la primavera se equivoca (1944)
- Capitán Veneno (1943)
- Casi un sueño (1943)
- Incertidumbre (1942)
- Vacaciones en el otro mundo (1942)
- Su primer baile (1942)
- Canción de cuna (1941) (escenas adicionales)
- Yo quiero morir contigo (1941)
- Nosotros…los muchachos (1940)

## Obras teatrales
- Ausencia
- Temístocles en Salamina
- El señor Dios no está en casa
- La isla de gente hermosa
- La mujer que ellos sueñan (en colaboración con A. Román y Francisco E. Collazo)
- El tren 48 (en colaboración con José María Monner Sans
- Yo me llamo Juan García (en colaboración con José María Monner Sans
- Islas Orcadas (en colaboración con José María Monner Sans

Cuentos
- La trastienda de Themis

ACTUACIÓN COMUNITARIA
Fundador de la Liga Argentina por los Derechos del Hombre
Fundador de la Asociación de Abogados de Buenos Aires
Secretario del Congreso contra el Racismo y el Antisemitismo (1938)